# 롱투이타이빈

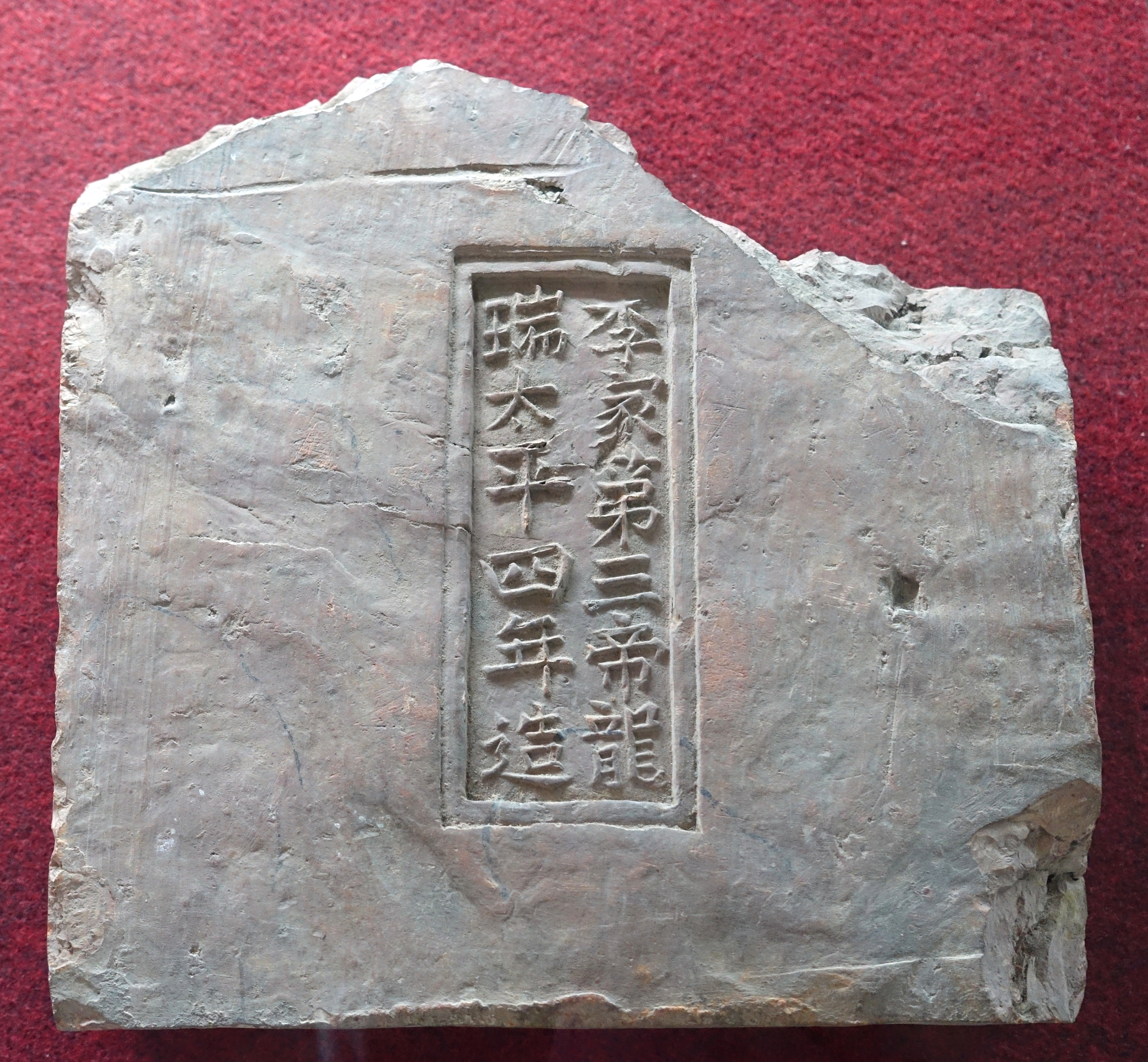
李家第三帝龍瑞太平四年造 (리왕조 제3대 황제 롱투이타이빈 4년 (서기 1057년)에 만들다.)이라고 새겨져 있는 유물

롱투이타이빈(베트남어: Long Thụy Thái Bình / 龍瑞太平 용서태평 / 1054년 10월 ~ 1059년 6월)은 베트남 리 왕조(李朝) 성종(聖宗) 리녓똔(李日尊)의 첫번째 연호이다. 일설에서는 롱투이티엔빈(베트남어: Long Thụy Thiên Bình / 龍瑞天平 용서천평)이라 칭하였다.

## 개원
- 숭흥다이바오(崇興大寶) 6년 10월 1일[1](1054년 11월 3일)에 연호를 롱투이타이빈(龍瑞太平)으로 개원함.[2][3][4]
- 롱투이타이빈(龍瑞太平) 6년 6월 21일[5](1059년 8월 1일)에 연호를 쯔엉타인자카인(彰聖嘉慶)으로 개원함.[3][4][6][7]

## 연대 대조표
| 롱투이타이빈 | 원년       | 2년        | 3년        | 4년        | 5년        | 6년        |
| 서기(西紀)   | 1054년     | 1055년     | 1056년     | 1057년     | 1058년     | 1059년     |
| 간지(干支)   | 갑오(甲午) | 을미(乙未) | 병신(丙申) | 정유(丁酉) | 무술(戊戌) | 기해(己亥) |

## 동시대 연호

### 중국
북송(北宋)
- 지화(至化) (1054년 ~ 1056년)
- 가우(嘉祐) (1056년 ~ 1063년)

요(遼)
- 중희(重熙) (1032년 ~ 1055년)
- 청녕(淸寧) (1055년 ~ 1064년)

대리국(大理國)
- 정안(政安) (1053년 ~ 1061년)

서하(西夏)
- 복성승도(福聖承道) (1053년 ~ 1056년)
- 차도(奲都) (1057년 ~ 1062년)

### 일본
- 덴기(天喜) (1053년 ~ 1058년)
- 고헤이(康平) (1058년 ~ 1065년)